# Bogomielen
De bogomielen waren de eerste van een aantal religieuze bewegingen in Europa die ontstonden in de periode vanaf midden tiende tot in de vijftiende eeuw die een dualistische geloofsopvatting hadden. Deze bewegingen verzetten zich sterk tegen de dogmatiek en het leergezag van de katholieke kerken. Dat gold na het Schisma van 1054 voor zowel de Kerk van Rome als die van Constantinopel. Twee van die bewegingen ontwikkelden zich tot georganiseerde kerkgenootschappen. Naast de bogomielen waren dat de katharen.
De beweging ontstond in Bulgarije. In het Oudslavisch heeft bogomiel de betekenis van door God geliefd te vergelijken met het Griekse theofilos, (die God liefheeft). Het is mogelijk dat iemand met de naam Bogomil de stichter van de beweging is geweest. Het is echter ook mogelijk dat eerst de gelovigen zichzelf benoemden als door God geliefden en pas in een later stadium een kennelijk belangrijke leraar uit de beginperiode aangeduid ging worden met de naam Bogomil.

## Doctrine
De eerste beschrijving van de bogomielen is van een priester met de naam Cosmas. Het relaas beschrijft de situatie in Bulgarije. Het moet eind tiende eeuw geschreven zijn, want het vermeldt het overlijden van Peter I van Bulgarije (overleden 970). De bogomielen worden beschreven als gematigde dualisten. Cosmas schreef dat zij geloven in een God die twee zoons had. De oudste was Jezus en de jongere de duivel. Deze laatste was de scheppergod en had de materiële wereld met ook zijn levende wezens gecreëerd. De beweging ontwikkelde later een meer radicaal dualisme, waarbij God en de duivel meer van elkaar onafhankelijke en elkaar bestrijdende entiteiten werden.
De bogomielen bespotten de verering van het kruis, relikwieën en de cultus rondom iconen. Zij verwierpen het Oude Testament. Het Laatste Avondmaal kenden zij alleen een allegorische betekenis toe. Christus had met mijn lichaam en bloed alleen zijn eigen boodschap bedoeld. Zij ontkenden daarmee ook de betekenis van de eucharistie en de mis. Zij waren aanhangers van het docetisme, de overtuiging dat bij de kruisiging Jezus slechts een schijnbare lichamelijkheid bezat. Het lichaam van Christus was slechts schijn, niet werkelijk aanwezig.
In het bijzonder keerden zij zich tegen de katholieke doop en vooral de doop van kinderen. Zij ontkenden ook de geboorte van Jezus uit een Maagd Maria alsmede de wonderen die hij zou hebben verricht. Meer in het algemeen keerden zij zich tegen ieder gezag van de katholieke kerk en haar dienaren.
Een latere beschrijving dateert van 1045 en is geschreven door Euthymius, een abt van een klooster in Constantinopel. Hij beschreef daarin hun eigen doopplechtigheid waarbij het evangelie van Johannes op het hoofd van de dopeling wordt gelegd en hem door handoplegging de Heilige Geest wordt ingegeven. Die doop maakte van een gewone gelovige een uitverkorene. Die groep van uitverkorenen leefde strikt celibatair en had een sterk ascetische leefwijze. De bogomielen werden niet zozeer veroordeeld vanwege hun levenswijze, maar omdat de motieven voor hun ascese verschillend waren dan die van de orthodoxe traditie. Het afstand doen van wereldse goederen was in die laatste traditie ook gebruikelijk. Het motief bij de bogomielen was echter dat de wereldse goederen inherent kwaad en door de duivel gecreëerd waren en dit werd als een ketterse opvatting gezien.
Euthymius zag ook een door hem vermeende strategie van de bogomielen als het grootste gevaar voor de orthodoxe kerk. Dat was het voortdurende pogen die kerk te infiltreren door ogenschijnlijk ook aan rituelen van die orthodoxe kerk deel te nemen. De uitverkorenen van de bogomielen kleedden en gedroegen zich als monniken en priesters van de orthodoxe kerk en waren om opportunistische reden – net als gewone gelovigen – bereid om zelfs de orthodoxe sacramenten te ontvangen. Euthymius vreesde dat op deze wijze een deel van de orthodoxe kerk in handen van de bogomielen zou vallen. Ook in andere bronnen wordt deze ogenschijnlijke aanpassing vermeld.

## Organisatie en verspreiding
Al vroeg in het bestaan van de beweging ontstonden er twee bogomilische orden. Dat waren de Bulgaarse met kerngemeenten van de bogomielen in Preslav en Ohrid en die van Dragovica in het zuiden van Macedonië. Er ontwikkelde zich ook een Kerk van Bosnië, een Kerk van Dalmatië, een Kerk van Melenguia in de Peleponesos en de Kerk van Constantinopel.  Vanaf begin elfde eeuw had de beweging zich over de gehele  Egeïsche kust verspreid. Aan de westkust van Klein-Azië waren er concentraties rondom onder meer Smyrna, Efeze en Milete en verder in Nicea en Pergamon.

## Vervolgingen
Ondanks de snelle verspreiding van de beweging in de eerste helft van de elfde eeuw werd het door de Byzantijnse autoriteiten nauwelijks bestreden. De reden was het feit dat er in de zesenvijftig jaar na 1035 dertien keizers op de troon zaten. Dat leidde tot een gebrek aan consistent leiderschap en bovendien waren er problemen die een hogere prioriteit hadden. Hetzelfde gold voor de patriarchen van Constantinopel. Van een systematische vervolging van bogomielen is ook nooit sprake geweest. Wel zijn er enkele periodes geweest van verhoogde aandacht met processen die in enkele gevallen ook tot executies hebben geleid. Voor zover vervolging al een rol heeft gespeeld bij het verdwijnen van de beweging moet die gering zijn geweest.
Keizer Alexius I was de eerste keizer die begin twaalfde eeuw maatregelen nam. Onder valse voorwendselen nodigde hij de leider van de beweging in Bulgarije, Basil, uit voor een bezoek aan Constantinopel. Basil en een aantal van zijn raadgevers werden gearresteerd. Degenen die berouw toonden en zich bereid verklaarden het bogomilisme te verlaten werden vrijgelaten. Basil werd geëxecuteerd en volgelingen van hem die ook aan hun geloof bleven vasthouden kregen een levenslange gevangenisstraf. Alexius riep een groep orthodoxe priesters in het leven met de opdracht de bezoekers van de kerken in de hoofdstad te instrueren over de gevaren van deze ketterij. In het decennium na 1140 vonden er een aantal processen tegen ketterij plaats, waaronder ook tegen bogomielen. Eenzame opsluiting in een klooster was de meest voorkomende straf.
Na de Vierde Kruistocht en de verovering van Constantinopel in 1204  kwamen een aantal "Latijnse" staten op het Byzantijnse grondgebied tot stand. In die staten werden orthodoxe bisschoppen vervangen door rooms-katholieke. Het gevolg daarvan is een betrokkenheid van het pausdom in de strijd tegen de bogomielen, met name in Bosnië. Even na 1320 wordt een aantal bogomielen ontdekt die als monniken op Athos, het monastieke centrum van de orthodoxe wereld, in orthodoxe kloosters leven. Dat leidde tot een aantal processen met verbanning van Athos en verplichte boetedoening als resultaat. Een aantal bogomielen wist te ontsnappen.

## Einde van de beweging
Het bogomilisme in Bulgarije wist zich te handhaven tot na 1370. Het gebied was inmiddels bezet door de Hongaren en met hun meegekomen franciscanen meldden dat er nog veel in het gebied aanwezig waren. Dit is het laatste bekende bericht over de situatie in Bulgarije. Eind veertiende eeuw werd het gebied veroverd door de Ottomanen.
Het laatste bericht over de bogomielen uit wat nog resteerde van het Byzantijnse Rijk dateert van omstreeks 1425. In 1453 kwam het definitieve einde van dat rijk. Er is in feite niets bekend over bogomielen in de periode hierna. De opvatting dat bogomielen zich in groten getale bekeerd zouden hebben tot de islam wordt op het vakgebied niet ondersteund. Waarschijnlijk was het bogomilisme een in omvang relatief kleine beweging. De aanname op het vakgebied is dat op het hoogtepunt van de beweging er ongeveer 500 priesters, uitverkorenen waren, waarvan ongeveer de helft in Bulgarije.

## Relaties met de katharen
De relaties tussen bogomielen en katharen is een punt van debat op het vakgebied. Er zijn geen aanwijzingen voor missies van bogomielen naar West-Europa. Het is wel duidelijk dat het bestaan van de beweging in West-Europa bekend was en dat er ook wel contacten zijn geweest. In West-Europese literatuur van die periode  worden katharen bijvoorbeeld ook wel aangeduid als cels de Bolgaria, bulgari of boulgres.
In 1167 zou Nicetas, het hoofd van de bogomielse Kerk van Constantinopel in  Saint-Félix op het daar gehouden kathaarse concilie voorzitter zijn geweest. Dat zou kunnen betekenen dat men bij de katharen  hem wellicht vanwege de ouderdom van zijn kerk een zekere superioriteit toekende. Er is echter twijfel op het vakgebied of dit concilie daadwerkelijk heeft plaatsgevonden en als gevolg daarvan ook aan het bezoek van Nicetas. De vertaling van de Interrogatio Iohannis in het Latijn en het gebruik daarvan bij de katharen is het enige echte vaststaande feit van mogelijke uitwisseling tussen beide bewegingen. Op het vakgebied overheerst de mening dat het ontstaan van de beweging van de katharen los gezien kan worden van de bogomielen, maar dat enige invloed van bogomielen richting de katharen wel mogelijk is.